# Onze-Lieve-Vrouw-Onbevlekt-Ontvangenkerk (Evertsoord)

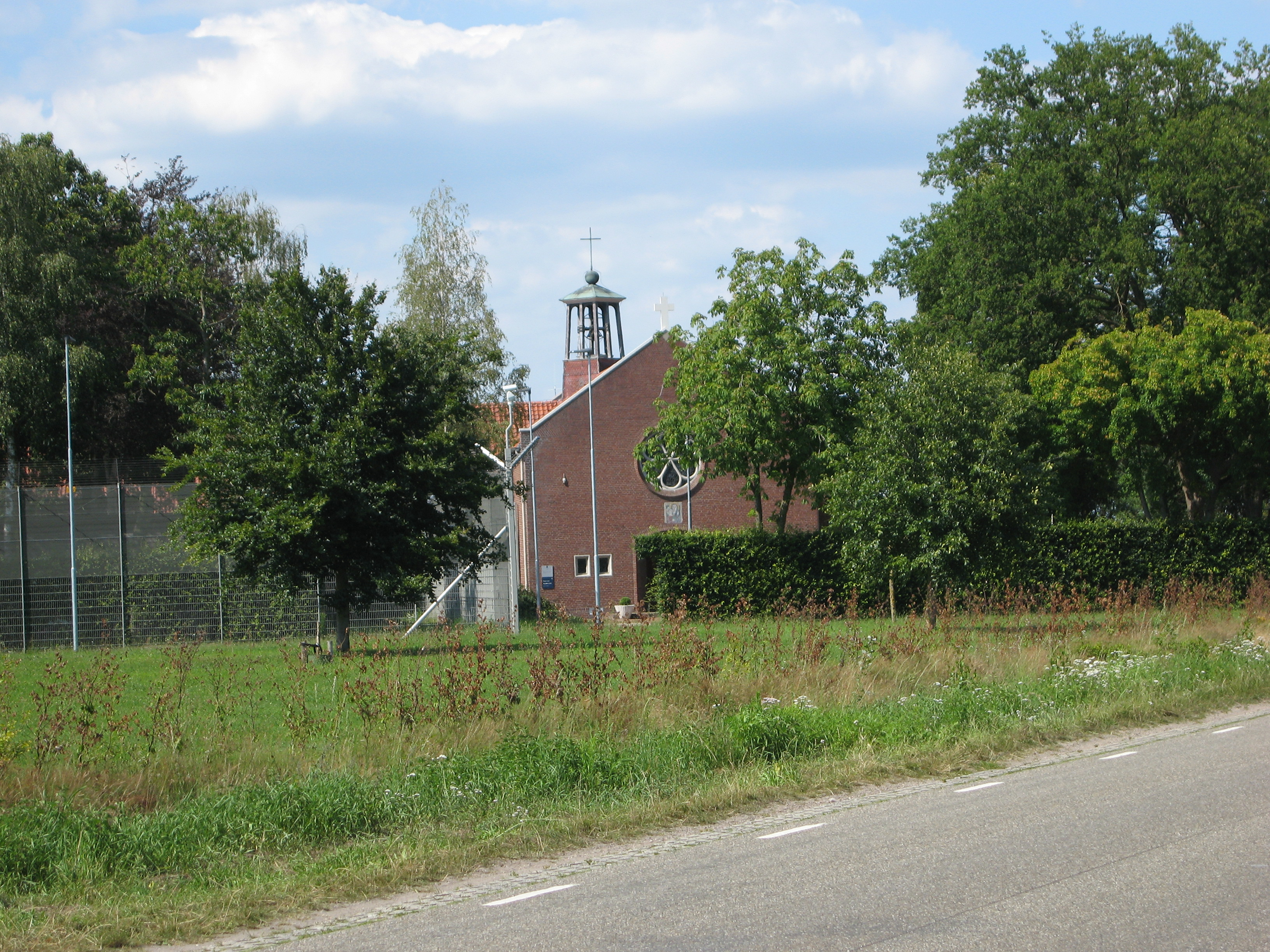
De Onze-Lieve-Vrouw-Onbevlekt-Ontvangenkerk

De Onze-Lieve-Vrouw-Onbevlekt-Ontvangenkerk is de parochiekerk van Evertsoord, gelegen aan Patersstraat bij 4.

## Geschiedenis
De Onze-Lieve-Vrouw-Onbevlekt-Ontvangenkerk werd ingewijd in 1956 en was bedoeld als kloosterkerk voor de Paters Oblaten van de Onbevlekte Maagd Maria. De kerk maakte deel uit van het kloostercomplex "Ter Peel". Tevens was er een rectoraat ingesteld, zodat ook de gelovigen te Evertsoord hun religieuze plichten konden vervullen, zonder zich daartoe naar Kronenberg te hoeven begeven.
De verwachte bevolkingsgroei bleef echter uit. Bovendien werd het klooster in 1976 verkocht aan Justitie, die het complex inrichtte als gevangenis. De inventaris bleef in bezit van de parochie Kronenberg en de kerk, nu eigendom van Justitie, kon te allen tijde door de parochie worden gehuurd voor liturgische doeleinden. Daarom is de ingang van de kerk niet afgesloten door hekken, in tegenstelling tot de rest van de kerk.

## Gebouw
Het betreft een bakstenen bouwwerk, ontworpen door Pierre Weegels. Het is een kruiskerk met een open vieringtoren, waarin een klok hangt. De stijl is sober en matig traditionalistisch. De voorgevel heeft een roosvenster boven de ingang. Links is een zijbeuk onder lessenaardak.
Het interieur wordt overkluisd door kruisgewelven. Het koor heeft drie rondbogige nissen, in de middelste nis bevindt zich het tabernakel.